# Колбёшин, Анатолий Иванович
Анатолий Иванович Колбёшин (25 декабря 1940, РСФСР, СССР, Радищево, Ульяновская область — 22 октября 2022, Россия, Ярославль) — советский и российский певец, исполнявший песни в тембре тенор. Солист Ярославской филармонии. Заслуженный работник культуры РФ (1982), Заслуженный артист РФ (1996), Лауреат II Всероссийского конкурса исполнителей романса (1998), Лауреат премии им. Л. В. Собинова (1999).

## Биография
Анатолий родился 25 декабря 1940 года в посёлке Радищево Ульяновской области в семье школьного учителя. Пением начал заниматься с детства. Школу окончил с серебряной медалью.
В 1964 году окончил Ульяновский государственный педагогический институт им. И. Н. Ульянова, работал учителем физики и электротехники в средней школе родной области, в электромеханическом и строительном техникумах.
В 1973 году уехал из Ульяновска и начал учиться в консерватории, стал солистом Ярославской филармонии.
В репертуаре Анатолия более 200 романсов и песен. Была записана серия сольных дисков, среди которых: «Венок Ярославля», «Где же вы теперь, друзья-однополчане», «Я счастье прошлое благословляю», «Только раз судьбою рвётся нить», «Звезда моей России», «Двадцать русских троек», «Вечер на рейде».
Выступал с концертами во многих странах мира: Франция, Германия, Испания, Дания, Голландия, Швеция, Финляндия, Италия, США, Канада, Великобритания, Бельгия, Австралия, Аргентина, Португалия, Уругвай, Греция, Япония, побывал в государстве Мальте и на острове Кипр.
Сотрудничал с Б. Штоколов, А. Эйзен, А. Цыганков. Художественный руководитель Ярославского губернаторского ансамбля русских народных инструментов «Серпантин».
В 2014 году состоялся его театральный дебют в Российском академическом театре драмы им. Ф. Волкова, где артист выступил в роли оперного певца Виктора Черемлени в элегической комедии «Кошки-мышки» по пьесе венгерского драматурга Иштвана Эркеня (режиссёр В. Кириллов).
Ушёл из жизни 22 октября 2022 года в Ярославле.

## Награды и звания
- Заслуженный работник культуры РФ (1982)
- Заслуженный артист РФ (1996)
- Лауреат II Всероссийского конкурса исполнителей романса (1998)
- Лауреат премии им. Л. В. Собинова (1999)
- Почетный знак Св. Луки (2000)
- Орден Дружбы (2001)
- Золотая медаль Всероссийского фонда мира «За миротворческую и благотворительную деятельность» (2001)

## Издательство
- Veniamin Germanovich Popov. Награды родины в истории Ярославского края.— Русь, 2001.— 168с.— ISBN 978-5-85231-097-2.
- Muzykalʹnai︠a︡ zhiznʹ.— Soi︠u︡z kompozitorov SSSR, and Ministerstvo kulʹtury SSSR., 1995.— 486с.
- В. Н. Егоров.Ульяновская-Симбирская энциклопедия: А-М.— Симбирская книга, 2000.— 408с.— ISBN 978-5-8426-0224-7.